# Canada Olympic Park
Canada Olympic Park är en park i Kanada.   Den ligger i provinsen Alberta, i den centrala delen av landet, 2 900 km väster om huvudstaden Ottawa. Canada Olympic Park ligger 1 159 meter över havet.
Terrängen runt Canada Olympic Park är huvudsakligen platt, men den allra närmaste omgivningen är kuperad. Runt Canada Olympic Park är det mycket tätbefolkat, med 1 411 invånare per kvadratkilometer.. Närmaste större samhälle är Calgary, 9,7 km öster om Canada Olympic Park.
Runt Canada Olympic Park är det i huvudsak tätbebyggt.